# Кукарача (телефільм, 1982)
«Кукарача» — радянський телефільм 1982 року, знятий режисером Темуром Чхеїдзе на кіностудії «Грузія-фільм».

## Сюжет
Телефільм за оповіданням Нодара Думбадзе. Прониклива розповідь про благородного дільничного Георгія Тушурашвілі на прізвисько Кукарача (у той час ця пісенька була популярна), грозу й друга всіх хлопчаків Верійського кварталу Тбілісі, любителеві ґрунтовних знань, переконливих доказів і гри у відкриту, мрійнику і правдолюбові, про його любов до красивої дівчини Інге, про несподівану і, звичайно, несправедливу смерть. Це балада про весну 1941 року.

## У ролях
- Георгій Кавтарадзе — Кукарача
- Теймураз Баблуані — Муртало
- Нані Чіквінідзе — Аніко
- Лейла Шотадзе — роль другого плану

## Знімальна група
- Режисер — Темур Чхеїдзе
- Сценаристи — Нодар Думбадзе, Темур Чхеїдзе